# Andreas Buder
Andreas Buder (ur. 22 maja 1979 w Scheibbs) – austriacki narciarz alpejski, mistrz świata juniorów.

## Kariera
Po raz pierwszy na arenie międzynarodowej pojawił się 17 grudnia 1994 roku w Neustift im Stubaital, gdzie w zawodach FIS Race zajął 53. miejsce w gigancie. W 1997 roku wystartował na mistrzostwach świata juniorów w Schladming, zajmując czwarte miejsce w zjeździe. Podczas rozgrywanych rok później mistrzostw świata juniorów w Megève wygrał w tej samej konkurencji, a w supergigancie był siódmy.
W zawodach Pucharu Świata zadebiutował 13 marca 1998 roku w Crans-Montana, zajmując dziewiętnaste miejsce w zjeździe. slalomie. Tym samym już w swoim debiucie wywalczył pierwsze pucharowe punkty. Na podium zawodów tego cyklu po raz pierwszy stanął 28 stycznia 2006 roku w Garmisch-Partenkirchen, kończąc zjazd na trzeciej pozycji. W zawodach tych wyprzedzili go jedynie dwaj rodacy: Hermann Maier i Klaus Kröll. Jeszcze dwukrotnie plasował się najlepszej trójce: 24 listopada 2007 roku w Lake Louise był ponownie trzeci w zjeździe, a 29 grudnia 2007 roku w Bormio zajął drugie miejsce w tej konkurencji. Najlepsze wyniki osiągnął w sezonie 2006/2007, kiedy zajął 42. miejsce w klasyfikacji generalnej.
Nigdy nie startował na mistrzostwach świata i igrzyskach olimpijskich. W 2008 roku Buder upadł na trasie zjazdu w Kitzbühel doznając złamania kości piszczelowej w prawej nodze. Do rywalizacji wrócił pod koniec 2009 roku, jednak w styczniu 2011 roku ogłosił zakończenie kariery.

## Osiągnięcia

### Mistrzostwa świata juniorów
| Miejsce | Dzień     | Rok  | Miejscowość | Konkurencja | Czas biegu | Strata | Zwycięzca       |
| ------- | --------- | ---- | ----------- | ----------- | ---------- | ------ | --------------- |
| 4.      | 26 lutego | 1997 | Schladming  | Zjazd       | 1:32,21    | +0,83  | Matteo Berbenni |
| 1.      | 26 lutego | 1998 | Megève      | Zjazd       | 1:20,39    | –      | –               |
| 7.      | 27 lutego | 1998 | Megève      | Supergigant | 1:27,52    | +1,12  | Freddy Rech     |
| DNF2    | 28 lutego | 1998 | Megève      | Gigant      | 2:01,62    | –      | Benjamin Raich  |

### Puchar Świata

#### Miejsca w klasyfikacji generalnej
- sezon 1999/2000: 130.
- sezon 2002/2003: 71.
- sezon 2004/2005: 125.
- sezon 2005/2006: 53.
- sezon 2006/2007: 42.
- sezon 2007/2008: 45.

#### Miejsca na podium w zawodach
1. Garmisch-Partenkirchen – 28 stycznia 2006 (zjazd) – 3. miejsce
2. Lake Louise – 24 listopada 2007 (zjazd) – 3. miejsce
3. Bormio – 29 grudnia 2007 (zjazd) – 2. miejsce